# 1.ª División Aerotransportada (Reino Unido)
La 1.ª División Aerotransportada británica o 1st Airborne Division fue una división aerotransportada del Ejército Británico creada a finales de 1941, después de que el primer ministro británico Winston Churchill exigiera una fuerza aerotransportada, quedando inicialmente bajo el mando del mayor general Frederick Browning. La División fue una de las dos formaciones aerotransportadas que usó el Ejército británico durante la Segunda Guerra Mundial, siendo la otra la 6.ª División Aerotransportada, que se creó en mayo de 1943 y llegó a utilizar gran parte de las unidades originales de la Primera.
Sus dos primeras misiones fueron la Operación Biting, en la que un paracaidista británico aterrizó en Francia en febrero de 1942, y la Operación Freshman, una misión fallida de sabotaje de una central nuclear de Noruega que servía al Proyecto Uranio de los nazis. Parte de la División fue enviada al norte de África a finales de 1942, luchando en la Campaña de Túnez, actuando posteriormente en la invasión aliada de Sicilia, donde realizaron dos aterrizajes englobados en las operaciones Ladbroke, que fue llevada a cabo por la infantería de planeadores, y Fustian, donde actuó la primera brigada de paracaidistas; siendo ambas victorias para el ejército aliado, si bien quedaron lejos de las proyecciones de los mandos.
En diciembre de 1942, la mayor parte de la 1.ª División Aerotransportada (menos la 2.ª Brigada de Paracaidistas) regresó a Inglaterra y comenzó a entrenar y prepararse para la Batalla de Normandía. Quedó apartada del organigrama de las unidades involucradas en los desembarcos en junio de 1944, manteniéndose en reserva. En septiembre de 1944 tomó parte activa de la Operación Market-Garden, cuyo objetivo táctico era capturar una serie de puentes sobre los principales ríos de los Países Bajos bajo ocupación alemana. La división, con la 1.ª brigada polaca de paracaidistas, aterrizó cerca de 100 kilómetros detrás de las líneas alemanas con el objetivo de capturar los puentes sobre el río Rin, tomando parte de la batalla de Arnhem. No obstante, lejos de no cumplir con los objetivos, la División se vio rodeada y sufrió numerosas bajas. Los pocos efectivos con vida sobrevivieron en la ciudad a los ataques de la Wehrmacht durante nueve días, hasta que los supervivientes fueron evacuados.
Los restos de la 1.ª División Aerotransportada fueron devueltos a Inglaterra poco después. La división nunca se recuperó completamente de sus pérdidas en Arnhem y su 4.ª. brigada de paracaídas se disolvió. Justo después del final de la guerra en Europa, la formación agotada participó en la Operación Día del Juicio para la liberación de Noruega en mayo de 1945, encomendándosele el desarme y la repatriación del ejército de ocupación alemán. Tras su última actuación, la División regresó a Inglaterra y quedó disuelta en noviembre de 1945.

## Trasfondo de su creación
Impresionado después de la actuación de las operaciones alemanas durante la batalla de Francia, el premier británico Winston Churchill se dirigió a la Oficina de Guerra para investigar la posibilidad de crear una fuerza de ataque conformada por 5.000 miembros paracaidistas. Como resultado, el 22 de junio de 1940, el Comando n.º 2 del Ejército británico asumió distintas tareas de paracaídas, y el 21 de noviembre de ese año fue renombrado como el 11.º Batallón del Servicio Aéreo Especial, con un área de paracaidistas y planeadores.
El 21 de junio de 1940 se formó el Central Landing Establishment en el aeródromo de Ringway, posteriormente transformado en aeropuerto de Mánchester. Aunque se encargaban principalmente de entrenar tropas paracaidísticas, también estaba dirigido a investigar el uso de planeadores para el transporte de tropas. Al mismo tiempo, el Gobierno británico contrató de Producción de Aeronaves contrató a la empresa General Aircraft Limited para que diseñara y produjera planeadores con dicho propósito. El resultado fue el planeador militar General Aircraft GAL.48 Hotspur, que era capaz de transportar a ocho soldados y fue utilizado tanto para asaltos como para entrenamientos.
El éxito de la primera incursión aérea británica, la Operación Coloso, llevó a la Oficina de Guerra a expandir la fuerza aerotransportada a través de la creación del Regimiento de Paracaidistas y al desarrollo de planes para convertir varios batallones de infantería en batallones de paracaidistas y planeadores. El 31 de mayo de 1941, el jefe de Estado Mayor y Winston Churchill aprobaron un memorando conjunto de la Fuerza Aérea y el Ejército, recomendando que las fuerzas aerotransportadas británicas consistieran en dos brigadas de paracaídas, una con base en Inglaterra y la otra en el Medio Oriente, y que se creara una fuerza de planeador de 10.000 hombres.

## Historia de su formación

Paracaidistas británicos durante su entrenamiento en junio de 1941 en Inglaterra.

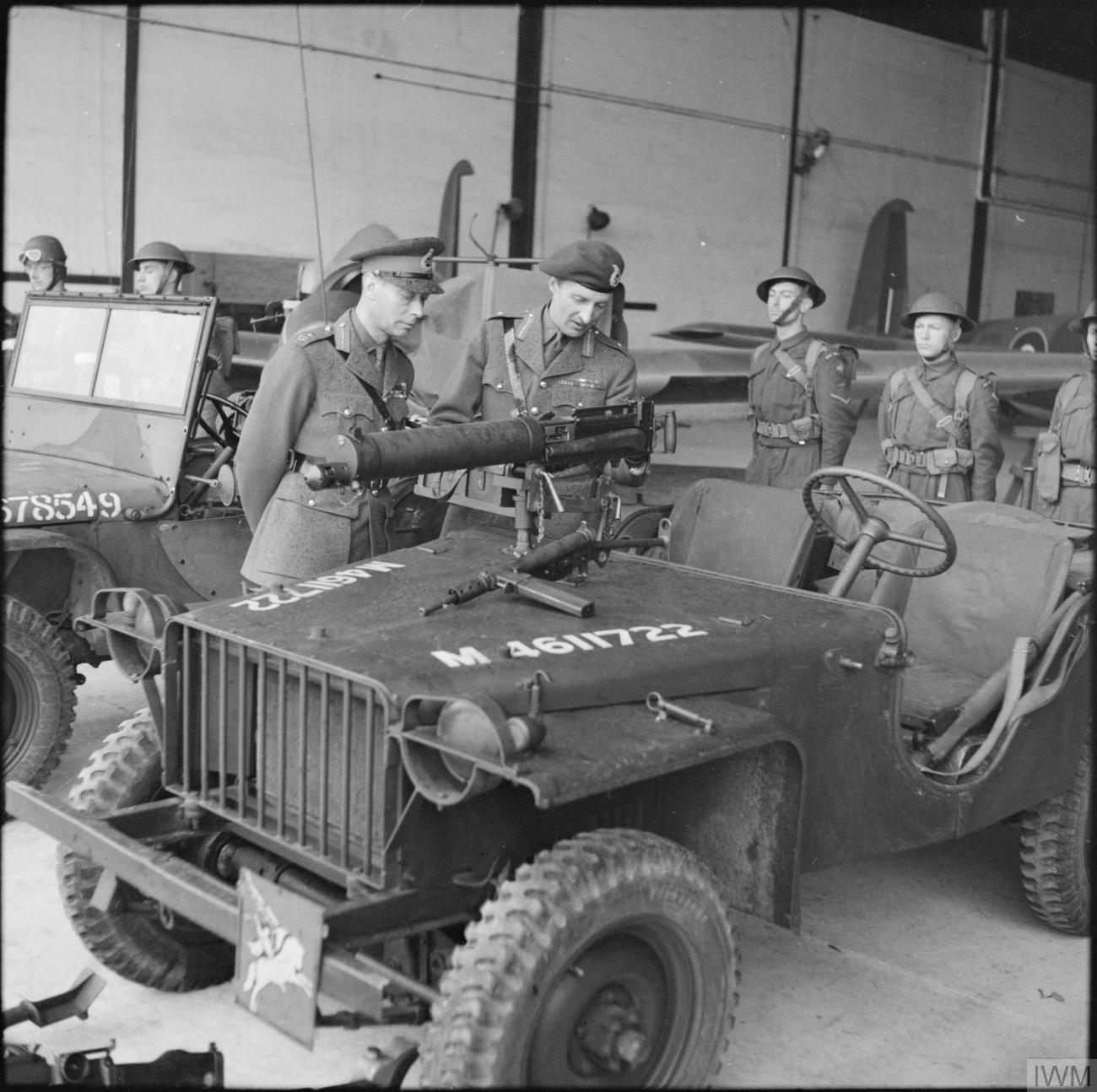
El rey Jorge VI inspeccionando un jeep de la División, junto al mayor general Frederick Browning, en mayo de 1942.

El 11.º Batallón del Servicio Aéreo Especial pasó a llamarse 1.º Batallón de Paracaidistas y, junto con los batallones 2.º y 3.º, pasó a formar la primera línea de formaciones aerotransportadas, la 1.ª Brigada de Paracaídas, comandada por el brigadier Richard Nelson Gale, quien posteriormente comandaría la 6.ª División Aerotransportada. Los miembros de los batallones 2.º y 3.º de paracaídas se formaron a partir de voluntarios, entre las edades de veintidós y treinta y dos años, que ya estaban sirviendo en unidades de infantería.
En octubre de 1941, el brigadier Frederick Browning fue promovido a general de división, siendo además designado como comandante de las unidades paracaidísticas y de las tropas aerotransportadas, ordenándose su posterior entrenamiento. La siguiente unidad formada fue la 1.ª Brigada de Aeronaves, el 10 de octubre de 1941, mediante la conversión de la 31.ª Brigada de Infantería Independiente entrenada en la guerra de montaña y comandada por el también brigadier George F. Hopkinson, que luego comandaría la división. La brigada comprendió cuatro batallones: el 1.º Regimiento de la Frontera, 2.º Regimiento de Staffordshire del Sur, 2.º Regimiento de Infantería Ligera Oxford y Bucks y el 1.º Cuerpo Real de Rifles Irlandeses. Los hombres que no fueron dados como aptos para las fuerzas aerotransportadas fueron reemplazados por voluntarios de otras unidades. Para finales de año, el comando de Browning se había convertido en la 1.ª División Aerotransportada.

### 1942-1943

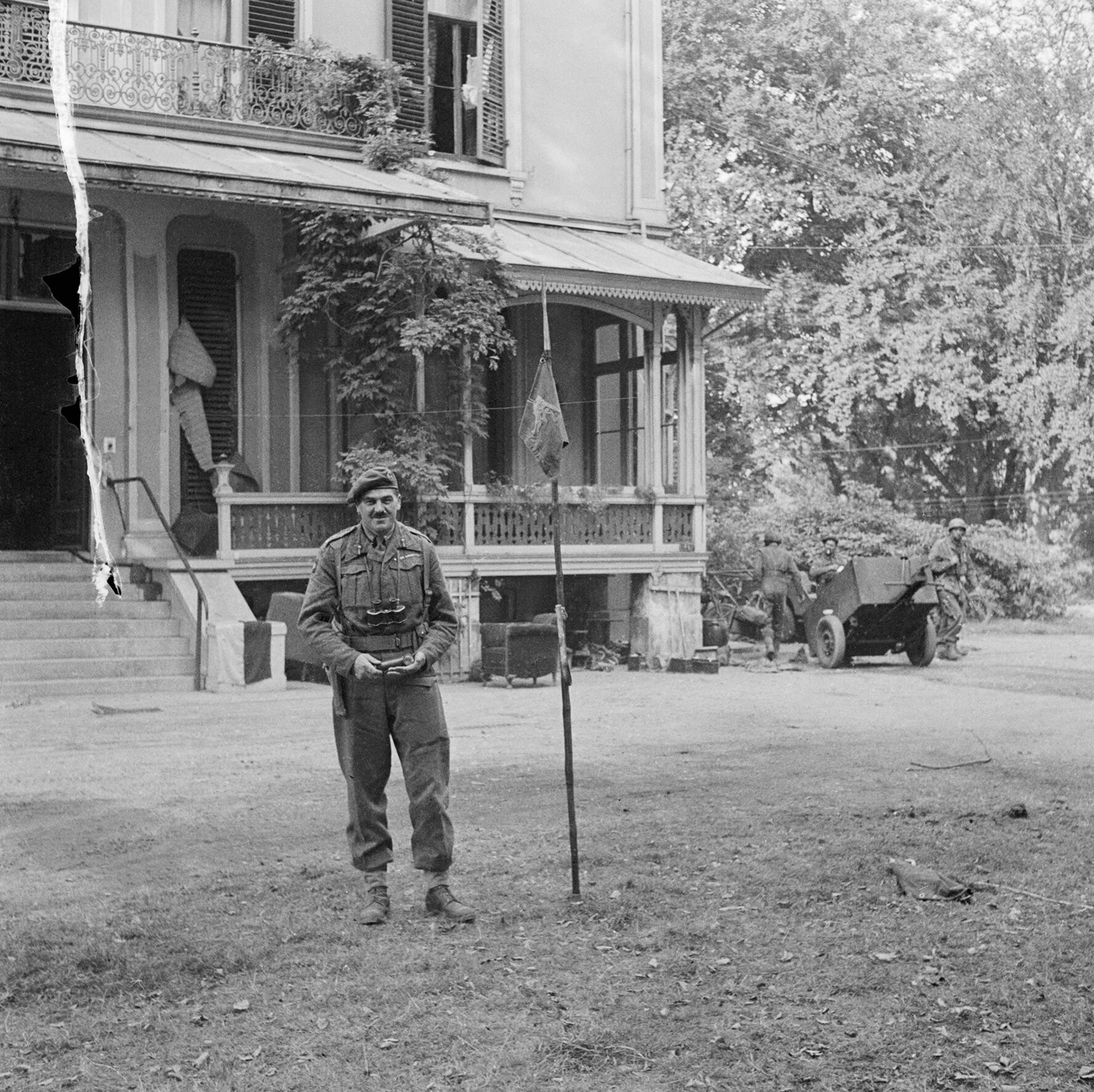
Roy Urquhart en su cuartel en Arnhem durante la Operación Market-Garden.

Browning expresó su opinión de que la fuerza no debía sacrificarse en "paquetes de un centavo" e instó a la formación de una tercera brigada. El permiso finalmente se otorgó en julio de 1942, constituyéndose la 2.ª Brigada de Paracaidistas, comandada por el brigadier Ernest Down. A su unidad se le asignó también el 4.º batallón de paracaídas existente, así como dos nuevos batallones convertidos de unidades de infantería de línea: el 5.º batallón de paracaídas (escocés) y el 6.º batallón de paracaídas.
La 3.ª brigada de paracaídas se formó en noviembre de 1942, quedando asignada a la 1.ª División Aerotransportada. La brigada, bajo el mando de Alexander Stanier, comprendía el 7.º Batallón de Paracaídas (Infantería Ligera), el 8.º Batallón de Paracaídas (Midlands), el Real Regimiento de Warwickshire y el 9.º Batallón de paracaídas, anteriormente el 10.º regimiento de Essex. Poco después, la 1.ª brigada de paracaidistas abandonó la División, para participar en la Operación Torch, un desembarco de las tropas anglo-estadounidenses en el noroeste de África, en concreto en el Marruecos y la Argelia francesa, territorio nominalmente en manos del gobierno francés de Vichy.
En abril de 1943, el comandante de la 1.ª brigada aérea, Hopkinson, fue ascendido a general de división y se le dio el mando de la propia unidad. Más tarde ese año, la División fue desplegada a Túnez para las operaciones en el frente del Mediterráneo. La 3.ª brigada de paracaidistas, así como dos batallones de la 1.ª brigada aérea, el 1.º Cuerpo Real de Rifles Irlandeses y la 2.ª unidad de infantería ligera de Oxford y Bucks, se quedaron atrás en Inglaterra, formando el núcleo de la 6.ª División Aerotransportada recién creada. A su llegada, la 1.ª División Aerotransportada fue reforzada por la 4.ª Brigada de Paracaidistas, que se formó inicialmente en el Medio Oriente, formada por militares británicos que habían servido en la India, Egipto y Palestina.
La división participó en dos operaciones durante la invasión aliada de Sicilia, así como en un asalto anfibio en Tarento (Italia). Durante los combates en este país, el general de división Ernest Down se convirtió en el comandante divisional, después de que su antecesor, Hopkinson, muriera por las heridas recibidas en los combates. Tras el servicio en el Mediterráneo, la División regresó a Inglaterra en diciembre de 1943, dejando a la Segunda Brigada de Paracaidistas como una formación independiente.

### 1944-1945
Después de que la División regresara a Inglaterra, Ernest Down fue enviado al Raj británico de la India para supervisar la formación de la 44.ª División Aerotransportada de la India, siendo reemplazado por el general de división Roy Urquhart. En septiembre de 1944, para la Operación Market-Garden, que tendría lugar en los Países Bajos, la 1.º Brigada de Paracaídas Polaca se unió a la División. Después del fracaso de la operación, menos de 2.200 hombres, de los más de 10.000 que fueron enviados, pudieron regresar a las líneas británicas. Habiendo sufrido bajas tan graves, la 4.º brigada de paracaídas se disolvió, y los hombres supervivientes se integraron en la 1.ª brigada de paracaídas. La división luego pasó por un período de reorganización, pero al final de la guerra no se había recuperado por completo, debido a la escasez de refuerzos del Ejército británico. Aún con algo de fuerza técnica en mayo de 1945, se envió a la División a Noruega para desarmar al ejército alemán de ocupación; regresando a Gran Bretaña en noviembre de 1945, cuando se disolvió la 1.ª División Aerotransportada.

## Historial de operaciones

### Francia

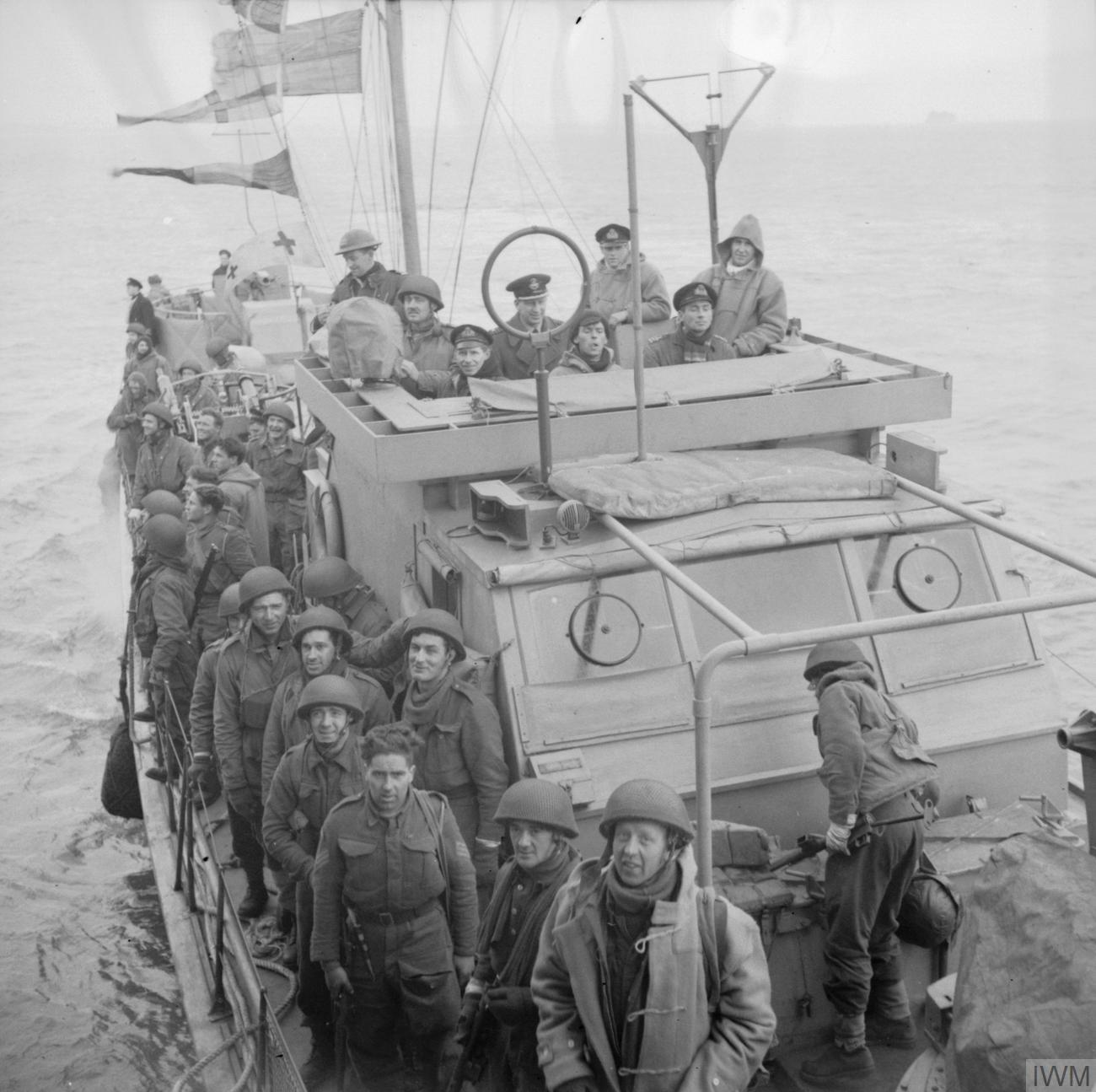
Miembros de la Compañía 'C' después de la Operación Biting.

La Operación Biting fue el nombre de una operación ideada por el Cuartel General de Operaciones Combinadas en 1942. Su objetivo era una instalación alemana del radar Würzburg en la comuna francesa de Saint-Jouin-Bruneval. Debido a las extensas defensas costeras erigidas por los alemanes, se pensó que una incursión de un comando desde el mar incurriría en grandes pérdidas y daría a la guarnición tiempo suficiente para destruir el radar. Se decidió que un asalto aéreo seguido de una evacuación por vía marítima sería la manera ideal de sorprender a la guarnición alemana y aprovechar la tecnología intacta.
En la noche del 27 de febrero, la Compañía 'C', segundo batallón de paracaidistas, bajo el mando del comandante John Frost, se lanzó en paracaídas sobre Francia, a pocos kilómetros de la instalación. La fuerza procedió entonces a asaltar la villa en la que se guardaba el equipo de radar, matando a varios miembros de la guarnición alemana y capturando la instalación después de una breve lucha. Un técnico, que había venido con la fuerza británica, desmanteló parcialmente el radar Würzburg y eliminó de él varias piezas clave que fueron llevadas a la inteligencia británica. Tras la misión, la fuerza de asalto se retiró a la playa para ser evacuada. Sin embargo, el destacamento asignado para asegurar el punto de evacuación no llegó a hacerlo, teniendo lugar un nuevo combate con tropas alemanas. Finalmente, consiguieron salir del lugar a través de unas cuantas lanchas motoras y fueron transferidos a barcos de la Royal Navy. La operación resultó un completo éxito. Las tropas aerotransportadas sufrieron solo unas pocas bajas, y las piezas del radar que trajeron, junto con un técnico de radar alemán, permitieron a los científicos británicos entender los avances alemanes en el radar y crear contramedidas para neutralizar esos avances.

### Noruega
La Operación Freshman fue la primera operación aérea británica realizada con planeadores, y en la que participó la 1.ª División Aerotransportada. El objetivo era la planta química Vemork, perteneciente a la empresa Norsk Hydro, en Noruega, que producía agua pesada para la Alemania nazi. Para 1942, el programa alemán de armas atómicas se había acercado a la posibilidad de desarrollar un reactor nuclear, pero para que este funcionara se requeriría una gran cantidad de agua pesada. La fuente de este elemento fue la central hidroeléctrica de Norsk, que había sido ocupada en 1940. Cuando el gobierno británico se enteró de los desarrollos nucleares alemanes, se decidió lanzar una redada para destruir la planta y negarles a los alemanes dichos avances químicos. Tras discutirse y descartarse distintas tácticas y planes, finalmente se decidió que una pequeña fuerza de la 1.ª División Aerotransportada, compuesta por 30 zapadores de los Ingenieros Reales, aterrizaría en planeador a una corta distancia de la planta y lo derribaría con explosivos.
Dos aviones, cada uno remolcando un planeador, partieron de Escocia la noche del 19 de noviembre de 1942. Lograron llegar a la costa noruega, pero ninguno pudo alcanzar su objetivo. Las naves sufrieron dificultades en la navegación, agravado por las severas condiciones climáticas, lo que provocó que las cuerdas que unían a los remolques se rompieran, estrellándose un planeador. Ocho soldados aerotransportados murieron en el acto, cuatro resultaron gravemente heridos y cinco ilesos. Los supervivientes fueron capturados poco después del accidente. La segunda pareja no sufrió mejor suerte, estrellándose avión y planeador contra una montaña sin llegar a conocerse dichas razones. Varios tripulantes también murieron en el acto, y los pocos supervivientes capturados igualmente. Ninguno de los prisioneros sobrevivió por mucho tiempo, pues fueron envenenados o ejecutados por soldados nazis como resultado de la Orden de los comandos emitida por Adolf Hitler, que declaraba que todo aquel personal aliado capturado debía ser asesinado inmediatamente cuando fuera capturado.

### Sicilia

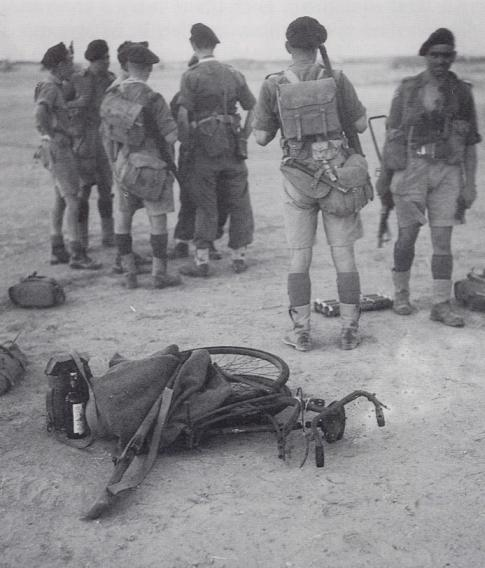
Soldados británicos preparados para despegar durante la Operación Ladbroke.

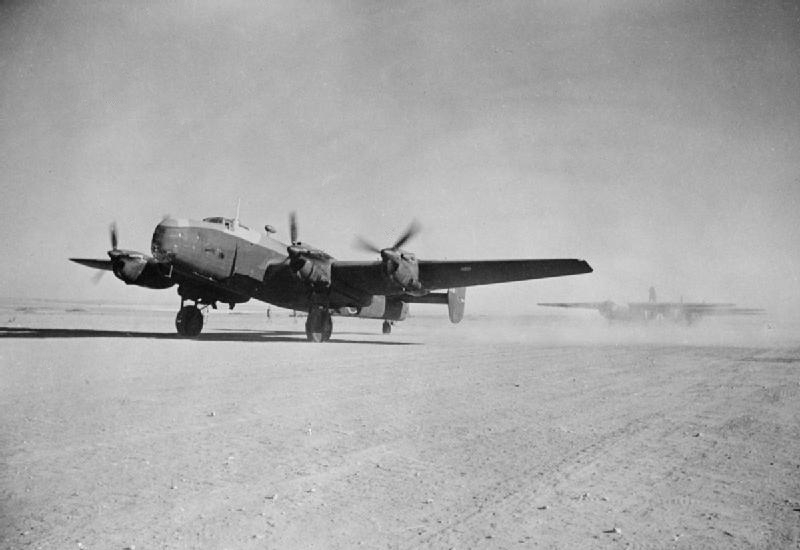
Aeronaves Halifax y Horsa preparados para la invasión aliada de Sicilia.

La Operación Turkey Buzzard, también conocida como Operación Beggar, fue una misión que permitió dar suministro y apoyo logístico a las tropas aliadas en el norte de África entre marzo y agosto de 1943. La misión fue llevada a cabo por los pilotos de planeadores de la división y el Escuadrón Real N.º 295 de la Real Fuerza Aérea Británica, como parte de los preparativos para la posterior invasión aliada de Sicilia.
La misión involucró a los bombarderos Halifax, que remolcaron planeadores Airspeed AS.51 Horsa desde Inglaterra hasta Túnez, un trayecto que abarcaba más de 5.000 kilómetros de distancia. Los Horsa eran necesarios para complementar a los planeadores Waco CG-4 estadounidenses, que eran más pequeños y no tenían la capacidad requerida para las operaciones planeadas. Durante la misión, dos aviones Focke-Wulf Fw 200 alemán fueron localizados y derribados durante un ataque aéreo conjunto de los Halifax y Horsa. En total se perdieron cinco Horsa y tres Halifax, pero 27 Horsa llegaron a Túnez a tiempo para participar en la invasión de Sicilia.
La Operación Ladbroke fue un asalto de planeadores de la 1.ª Brigada de Aeronaves cerca de Siracusa que tuvo lugar el 9 de julio de 1943 como avanzadilla de la invasión de Sicilia. La brigada estaba equipada con 144 planeadores Waco y seis Horsa. Su objetivo era aterrizar cerca de la ciudad, asegurar el Ponte Grande Bridge y finalmente tomar el control de los muelles, de importancia estratégica.
En el camino a Sicilia, 65 planeadores fueron lanzados demasiado pronto por el avión remolcador y se estrellaron contra el mar, ahogando a unos 252 hombres. Del resto, solo 87 hombres llegaron al Ponte Grande, capturándolo y reteniéndolo con éxito hasta ser relevados por otros equipos. Finalmente, con sus municiones gastadas y solo 15 soldados sin heridas, se entregaron a las fuerzas italianas. Los italianos trataron de demoler el puente después de recuperar el control, pero no pudieron hacerlo porque las fuerzas aerotransportadas habían eliminado las cargas explosivas. Otras tropas de la brigada aérea, que habían aterrizado en otros lugares de Sicilia, destruyeron diversos enlaces de comunicaciones y capturaron baterías de artillería.
La Operación Fustain, la segunda misión de la División en Sicilia, fue llevada a cabo por la 1.ª Brigada de Paracaidistas. Su objetivo era el puente Primosole a través del río Simeto. La intención era que la brigada de paracaídas, con fuerzas de planeador como apoyo, aterrizara a ambos lados del río. Mientras que un batallón se apoderaría del puente, los otros dos batallones establecerían posiciones defensivas hacia el norte y el sur. Luego sostendrían el puente hasta que llegara el XIII Cuerpo, parte del Octavo Ejército que había aterrizado en la costa sureste tres días antes. No obstante, el inicio de dicha operación fue un desastre. Muchos de los aviones que transportaban a los paracaidistas del norte de África fueron derribados, o fueron dañados y rechazados, debido al fuego amigo y la acción enemiga. La acción evasiva llevada a cabo por los pilotos dispersó a la brigada en un área grande, y solo dos compañías de tropas aterrizaron en los lugares correctos. A pesar de esto y de la defensa de las fuerzas alemanas e italianas, los paracaidistas británicos capturaron el puente.
La fuerza de alivio liderada por la 50.ª División de Infantería, que carecía de transportes, encontró bastante difícil el poder llegar a la brigada de paracaídas y aún se encontraba a 1,6 kilómetros de distancia cuando se detuvieron para pasar la noche. En este momento, con el aumento de las bajas y la escasez de suministros, el comandante de brigada, el brigadier Gerald Lathbury acabó cediendo el control del puente a los alemanes. Al día siguiente, las unidades británicas unieron sus fuerzas, y el 9.º Batallón y la infantería ligera de Durham, con el apoyo de los refuerzos, intentaron recuperar el puente. Finalmente, este no se consiguió hasta tres días después del inicio de la operación, cuando otro batallón de la infantería ligera, el de Durham, liderado por los paracaidistas, estableció una cabeza de puente en la orilla norte del río.

### Italia

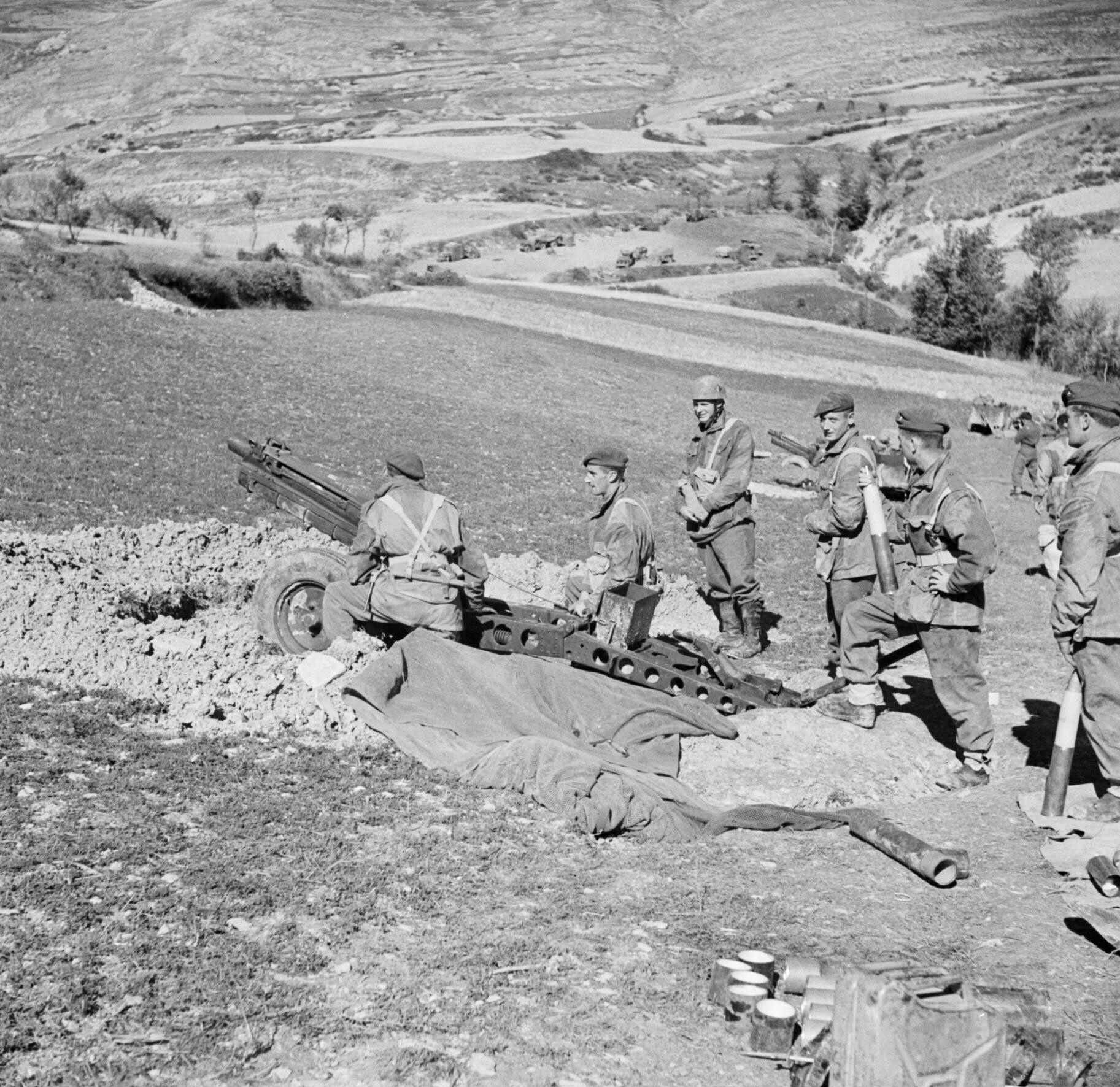
Soldados británicos en una acción en Italia, al poco de desembarcar.

La Operación Slapstick fue un desembarco anfibio en Tarento, como parte de la invasión aliada de Italia en septiembre de 1943. La misión se había planeado a corto plazo, a raíz de una oferta del gobierno italiano para abrir un frente en el talón de Italia. La 1.ª División Aerotransportada fue seleccionada para emprender la misión, pero en ese momento se encontraban todavía en el norte de África. La escasez de aviones de transporte significaba que la División no podía aterrizar con paracaídas y planeadores, y todas las naves de aterrizaje lo harían en zonas ya asignadas a otros grupos, en Salerno y Catania. Finalmente, la División tuvo que ser transportada a través del Mediterráneo por barcos de la Royal Navy. El desembarco se hizo sin problemas, y la División Aerotransportada capturó con éxito los puertos de Tarento, y luego Brindisi, en la costa del mar Adriático.
Las únicas fuerzas alemanas en el área eran elementos de la 1.ª División de Paracaídas alemana, que realizó emboscadas a los británicos que avanzaban y realizaron diversos bloqueos de carreteras durante su retirada hacia el norte. A finales de septiembre, la 1.ª División Aerotransportada había avanzado 200 kilómetros hasta Foggia. Los refuerzos ya habían aterrizado detrás de ellas, lo que permitió que las tropas aerotransportadas se retiraran a Tarento. A pesar de que las bajas para la 1.ª División Aerotransportada en Italia fueron relativamente leves, el oficial general al mando de la misión, el general de división George F. Hopkinson, fue asesinado mientras observaba un asalto del 10.º Batallón de paracaídas, siendo herido de muerte durante una refriega con fuego de ametralladoras. Fue reemplazado por el brigadier Ernest Down.

### De regreso a casa
En diciembre de 1943, la División había regresado a Inglaterra y comenzó a entrenarse para distintas operaciones en Europa bajo la supervisión del Cuerpo Aerotransportado. Aunque la División no estaba programada para tomar parte del desembarco de Normandía, se elaboró un plan de contingencia, la llamada Operación Wasteage, por el cual la División se lanzaría en paracaídas para apoyar cualquiera de las cinco playas que debían invadirse si se experimentaran retrasos graves. Finalmente este plan resultó no ser requerido.
Mientras que la 6.ª División Aerotransportada aún luchaba en Normandía, se formularon numerosos planes para lanzar en paracaídas a la Primera División en Francia, siendo todo en vano. Entre junio y julio de 1944, surgieron nuevos planes en los que tomara parte dicha División. Participó en la captura de Saint-Malo apoyando al XX Cuerpo Estadounidense y en la toma de los puentes del río Sena en torno a Ruan. También tuvo como objetivo aislar el puerto de Brest y destruir el viaducto de Morlaix.
Para agosto, la División todavía estaba esperando ser desplegada, pero ahora los planes preveían usarlos como parte de una fuerza mayor. La Operación Transfigure involucró a la División, a la 52.ª División de Infantería, la 101.ª División Aerotransportada estadounidense y la 1.ª Brigada Independiente de Paracaidistas polacos para cubrir la línea entre Rambouillet y Saint-Arnoult-en-Yvelines y cerrar la brecha entre Orléans y París. Posteriormente, utilizando las mismas fuerzas, se tomaron los puentes sobre el Sena para apoyar al 21.º Grupo, se tomó Boulogne se atacó un silo de misiles Fieseler Fi 103. A final de mes, en el marco de la Operación Linnet, y con las mismas unidades, se cruzó el río Escalda, que cruzaba Bélgica. Ya entrados en septiembre, con la Operación Infatuate, la División Aerotransportada aterrizó en el país belga para atrapar a los ejércitos alemanes que se retiraban por el río Escalda y que podían amenazar a Amberes.

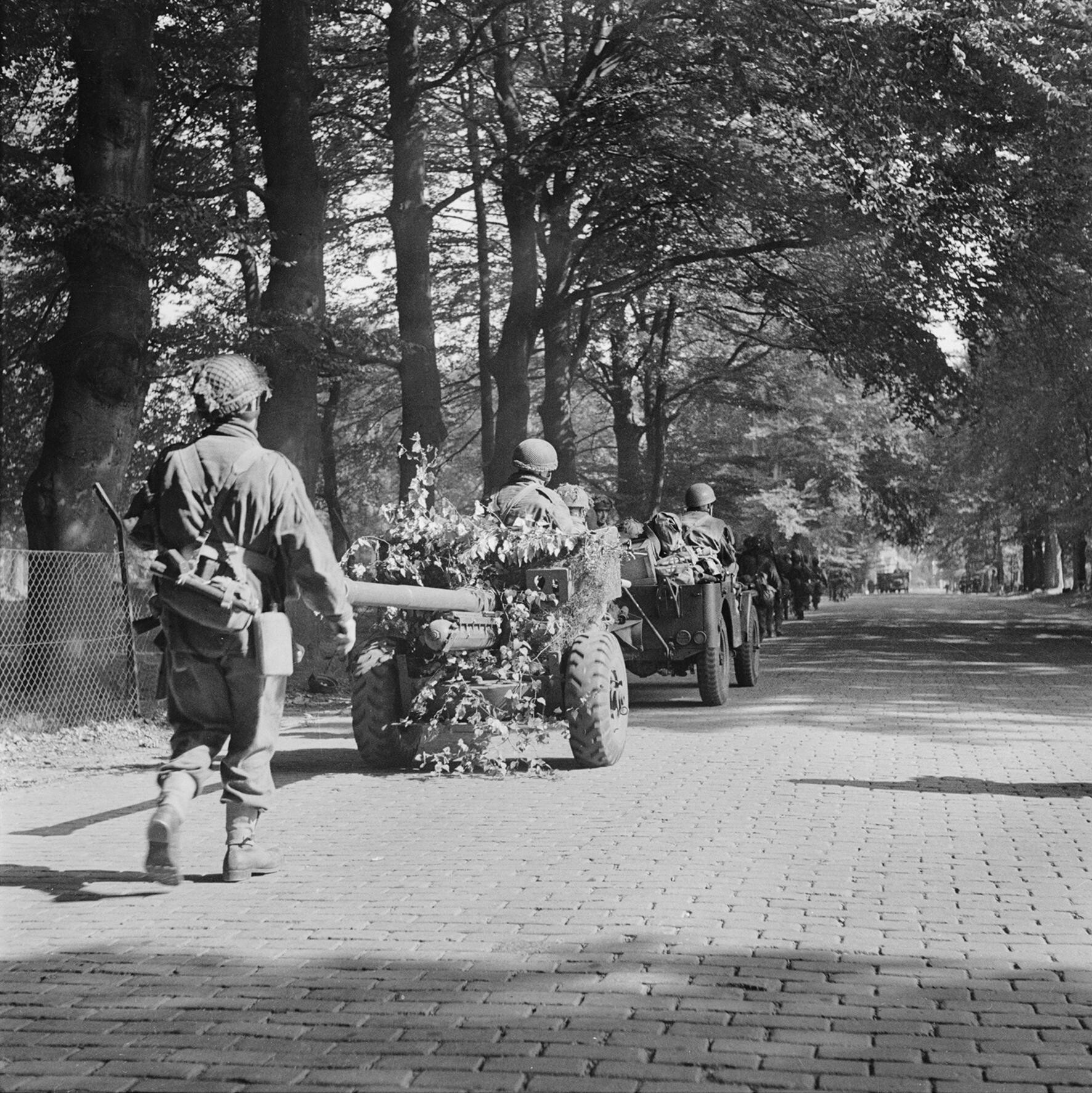
Soldados británicos en Arnhem.

Finalmente, en septiembre, se realizó la Operación Cometa, en la cual las tres brigadas de la División debían desembarcar en los Países Bajos y cada una capturar un cruce de río. El primero de ellos fue el puente sobre el río Waal en Nimega, el segundo el puente sobre el río Mosa en Grave, y el último fue el puente sobre el río Rin en Arnhem. La planificación de Cometa estaba muy avanzada cuando el 10 de septiembre se canceló la misión. En su lugar, se propuso una nueva operación con estos mismos objetivos, pero que la llevarían a cabo tres divisiones del Primer Ejército Aerotransportado Aliado.

### Arnhem

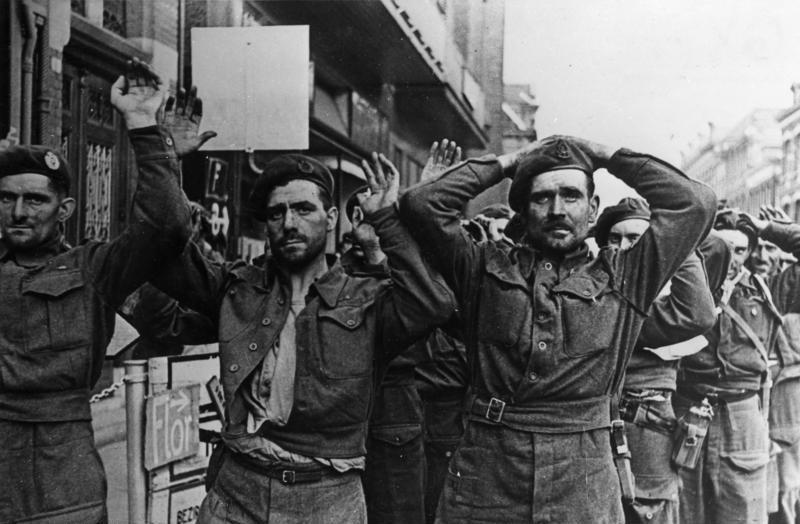
Paracaidistas británicos capturados tras la batalla de Arnhem.

La Operación Market-Garden fue un asalto aéreo formado por tres divisiones en los Países Bajos en septiembre de 1944, en la que tomaron parte la 1.ª División Aerotransportada y las 82.ª y 101.ª Divisiones estadounidenses, con el objetivo de asegurar los puentes y ciudades clave siguiendo el curso del río Rin que permitiría el avance final aliado hacia Alemania. La 1.ª División Aerotransportada, con apoyo de la 1.ª Brigada polaca, aterrizó en Arnhem para asegurar puentes a través del Nederrijn. Inicialmente esperaban un avance fácil, y estaban convencidos de que el XXX Cuerpo de Ejército Británico, bajo el mando del teniente general Brian Horrocks, alcanzaría a la fuerza aerotransportada en Arnhem dentro de dos o tres días.
La 1.ª División Aerotransportada aterrizó a cierta distancia de sus objetivos y se vio rápidamente obstaculizada por una resistencia inesperada, especialmente de los elementos de las 9.ª y 10.ª División Panzer SS Frundsberg de los cuerpos panzer. Solo una pequeña fuerza pudo llegar al puente de Arnhem, mientras que el cuerpo principal de la división se detuvo a las afueras de la ciudad. Mientras tanto, el XXX Cuerpo no pudo avanzar hacia el norte tan rápido como anticipó y no pudo aliviar a las tropas aerotransportadas. Tras cuatro días de asedio alemán, la pequeña fuerza británica en el puente se vio abrumada y el resto de la división quedó atrapada en una pinza de fuego enemigo, sin poder ser apoyados por los soldados polacos, ubicados a su norte, ni por el XXX Cuerpo, al sur de su posición. Tras nueve días de lucha, los restos destrozados de las fuerzas aerotransportadas finalmente se retiraron al sur del Rin. La 1.ª División Aerotransportada perdió cerca de 8.000 hombres durante la batalla y nunca volvió a formar parte activa de un combate.

### Segunda acción en Noruega y disolución
En mayo de 1945, inmediatamente después del Día de la Victoria en Europa, la 1.ª División Aerotransportada fue enviada para desarmar y repatriar al ejército de ocupación alemán en Noruega, que conformaban 350.000 efectivos. La división mantuvo la ley y el orden hasta la llegada del resto de la Fuerza 134, la posterior fuerza aliada que se establecería en el país. Durante su tiempo en Noruega, la División se encargó de supervisar la rendición de las fuerzas alemanas en Noruega, así como de prevenir el sabotaje de importantes instalaciones militares y civiles.
La rendición alemana en Noruega tuvo lugar el 8 de mayo, siendo el general alemán Franz Böhme el encargado de mostrar la rendición de todas las fuerzas alemanas en el país. La 1.ª División Aerotransportada aterrizó cerca de Oslo y Stavanger entre el 9 y el 11 de mayo. La mayoría de los aviones de transporte que transportaban la división aterrizaron de manera segura, pero un accidente causó varias muertes. La División encontró poca resistencia alemana. Los deberes operativos incluían dar la bienvenida de nuevo al rey Haakon VII, cuidar de los ex prisioneros de guerra del ejército aliado, arrestar a los criminales de guerra y supervisar la limpieza de los campos de minas. Mientras se encontraba en Noruega, la División también pudo investigar lo que sucedió tiempo atrás a sus miembros que habían participado y fallecido en la Operación Freshman. Después de cumplir con sus respectivas misiones, la División regresó a Gran Bretaña y fue disuelta el 26 de agosto de 1945.

## La División Aerotransportada en la cultura popular

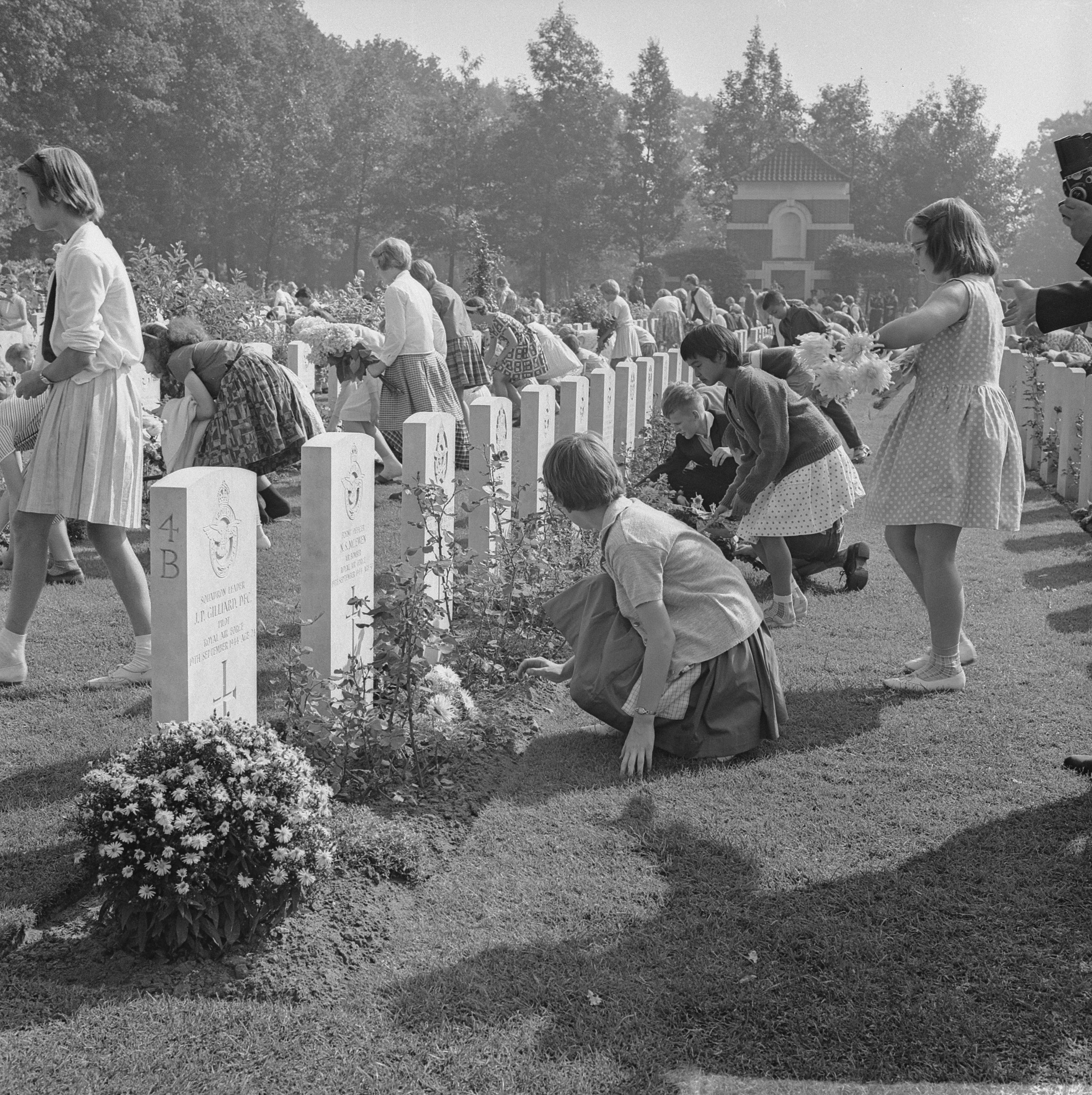
Homenaje a los brigadistas fallecidos en el cementerio de Arnhem.

Años después de la batalla de Arnhem, sus ciudadanos suelen recordar con diversos homenajes a los soldados británicos y polacos que lucharon contra el Ejército nazi en la ciudad durante la Operación Market-Garden. Muchos de los brigadistas fallecidos, cuyos cuerpos no fueron recuperados o repatriados, están enterrados en un cementerio a las afueras de la ciudad.
En septiembre de 2012, en la reserva natural de Ginkel Heath, a las afueras de Ede, en la posición en la que muchos brigadistas de la 4.ª Brigada paracaidista de la 1.ª División Aerotransportada, en torno a 2.300 hombres, saltaron en sus paracaídas para atacar Arnhem, se encontró el cuerpo de un soldado fallecido durante el salto. A su alrededor, según atestiguaron los hombres que lo encontraron, se encontraron dos granadas de mano. El equipo que lo encontró lo pudo identificar como un soldado de la 4.ª Brigada que pudo caer durante el fuego que recibieron en la bajada por los comandos alemanes situados a las afueras de Arnhem. Hasta 2012, se encontraron otros 35 cuerpos en la zona, si bien aún hay 140 soldados británicos caídos en combate y desaparecidos.
En 1974, el escritor Cornelius Ryan publicó Un puente demasiado lejano, un relato histórico sobre la Operación Market-Garden y las drásticas situaciones a las que tuvieron que enfrentarse, entre otros, los miembros de la 1.ª División Aerotransportada para defender Arnhem de los alemanes. Tres años más tarde, en 1977, Richard Attenborough dirigiría su adaptación cinematográfica, Un puente lejano. Con guion de William Goldman, la película ganó tres Premios BAFTA a la mejor fotografía, a la mejor banda de sonido, y al mejor actor de reparto. Algunos actores que tuvieron roles dentro de la película interpretando a miembros de la 1.ª División Aerotransportada fueron Alun Armstrong o Jeremy Kemp, así como Anthony Hopkins, quien hacía de John Dutton Frost, y Sean Connery, que daba vida al mayor general Roy Urquhart.
En 2002, Electronic Arts publicó el videojuego Medal of Honor: Frontline, que desarrollaba algunas misiones de la Operación Market-Garden. El jugador, que da vida a un soldado estadounidense, en la misión "Arnhem Knights" debe cruzar las ruinas de Arnhem para intentar socorrer a los soldados británicos de la 1.ª División Aerotransportada, que están asediados por unidades y tanques alemanes.